# Elecciones a la Cámara de Representantes de los Estados Unidos de 2018
Las elecciones de la Cámara de Representantes de Estados Unidos para 2018 se llevaron a cabo el 6 de noviembre de 2018. Se realizaron elecciones para elegir representantes de los 435 distritos electorales en cada uno de los 50 estados de Estados Unidos. También se eligen delegados sin derecho a voto del Distrito de Columbia y cuatro de los cinco territorios estadounidenses habitados. Los ganadores de esta elección servirán en el 116° Congreso de los Estados Unidos, del 3 de enero de 2019 al 3 de enero de 2021, con escaños asignados entre los estados según el censo de 2010. En esta elección intermedia fue ganada la cámara de representes por el partido demócrata después de ocho años de dominio republicano. Esta elección también dejó una Cámara de representantes con más diversidad que nunca, con el mayor número de mujeres, latinos, y miembros de la comunidad LGBTQ que nunca antes. También significó la elección por vez primera de dos mujeres musulmanas, y de dos mujeres nativoamericanas para ir al Congreso.
Las elecciones de mitad de período se llevaron a cabo a la mitad del mandato del presidente republicano Donald Trump. Las elecciones del Senado, las elecciones para gobernador y muchas elecciones estatales y locales también se llevaron a cabo en esta fecha.
Los republicanos perdieron 40 escaños en estados que ya lo esperaban como California, Nueva York, Nueva Jersey, Nuevo México, pero también en estados conservadores como Texas, Kansas, Oklahoma, Georgia, Carolina del Sur, Iowa y Arizona, así como en los tradicionales estados bisagra de Florida, Pensylvania y Virginia.